# Associação Desportiva Limoeiro Futebol Clube
A Associação Desportiva Limoeiro Futebol Clube, ou simplesmente Limoeiro, é o maior clube de futebol da cidade de Limoeiro do Norte, no estado do Ceará, com dois títulos cearenses da Segunda Divisão (2001 e 2009). O clube surgiu após o licenciamento do Esporte Clube Limoeiro, o qual também chegou a ser campeão cearense da Segunda Divisão em 1994. O Limoeiro é conhecido por sua grande campanha na Série C de 2004, terminando em 4⁰ lugar, e por suas participações no Campeonato Cearense em meados dos anos 2000, chegando a ficar em 3⁰ lugar no Campeonato Cearense de 2004. Atualmente está licenciado no futebol profissional desde 2015.
O Limoeiro FC disputava os torneios estaduais cearenses desde 2001, quando foi fundado. O clube está licenciado desde 2015, quando fez sua última aparição no futebol jogando a Terceira Divisão Cearense.
Em 2001, ano de sua fundação, o Limoeiro foi campeão da Segunda divisão cearense, ficando 5 anos seguidos na elite, até ser rebaixado em 2006. Em 2009, o Limoeiro foi campeão novamente da segunda divisão estadual e ascendeu à primeira divisão em 2010, na qual ficou na décima colocação, no ano seguinte na décima segunda colocação e é rebaixado pra Série B do Estadual de 2012. Ainda em 2012, o Limoeiro termina na nona colocação e tem mais um rebaixamento, agora para Série C do Estadual.
Em 2015 voltou ao futebol profissional e jogou a Série C do campeonato Cearense, fez má campanha e se licenciou novamente, e no ano seguinte o Esporte Limoeiro volta as atividades.
Desde então o clube não retornou mais as atividades profissionais.

## História
A Associação Desportiva Limoeiro Futebol Clube foi fundado em 1 de fevereiro de 2001, após o licenciamento do Esporte Limoeiro em 2000. Mesmo com menos de um ano de existência, o Jaguar logo se profissionalizou, jogando a Segunda divisão Cearense, em 2001.
Primeiro título
Ainda no ano de 2001, o Limoeiro consagrou-se campeão da Segunda divisão Cearense derrotando o Maranguape, e conquistando o acesso pra elite do Campeonato Cearense. Um grande feito ser campeão no ano de sua fundação.
Melhor campanha na elite Cearense
No ano de 2004, o Limoeiro fez uma grande campanha no Campeonato Cearense, ficando em 3⁰ lugar, só ficando atrás do Ceará e do Fortaleza. Mesmo terminando o primeiro turno do campeonato em 10⁰, o Limoeiro se reergueu, e terminou o segundo turno do campeonato em 1⁰ lugar, com 6 vitórias, 3 empates e nenhuma derrota, em 9 jogos. Na fase final do segundo turno, nas semifinais, o Limoeiro enfrentou o Ceará, e perdeu os dois jogos, ficando 5 x 2 pro Ceará no agregado.
Campanha da Série C de 2004
No mesmo ano em 2004, o Limoeiro fez outra grande campanha, mas agora em campeonato nacional, na Série C do Campeonato Brasileiro. O Limoeiro terminou em 4⁰ lugar, quase subindo pra Série B. Passou em 1⁰ lugar no grupo com Parnahyba, Ferroviario e River-PI. Nos mata-matas eliminou Moto Club, Sampaio Corrêa e o Treze nos pênaltis. Na fase final, ficou em último lugar, em 4⁰, atrás do Americano, Gama, e o campeão União Barbarense.
O primeiro rebaixamento
Em 2006, o Limoeiro fez uma péssima campanha no Campeonato Cearense, ficando em 10⁰ lugar e sendo rebaixado pra Segunda divisão Cearense.
Segundo título cearense
Em 2009, depois de dois anos na Segunda divisão, o Limoeiro sagrou-se campeão pela segunda vez na Série B Cearense, derrotando o Crato, e conseguido novamente o acesso pra elite Cearense.
O segundo rebaixamento
Em 2010, o Limoeiro não conseguiu fazer uma boa campanha, e terminou em 10⁰ lugar, quase sendo rebaixado, mas o Maranguape salva o Limoeiro do rebaixamento.
Mas em 2011, o Limoeiro não conseguiu se manter, e foi rebaixado novamente, ficando em último lugar com apenas 14 pontos.
Na Segunda Divisão em 2012, a situação foi pior ainda, sendo rebaixado pela primeira vez pra Terceira Divisão Cearense.
O Licenciamento
Na Série C do Campeonato Cearense em 2015, o Limoeiro faz uma péssima campanha, não conseguindo subir, e com isso tudo, se licencia do futebol. Depois de seu licenciamento, o Esporte Limoeiro voltou as atividades. Uma década já se passou, e o Limoeiro ainda está longe de voltar aos gramados.

## Símbolos

### Mascote

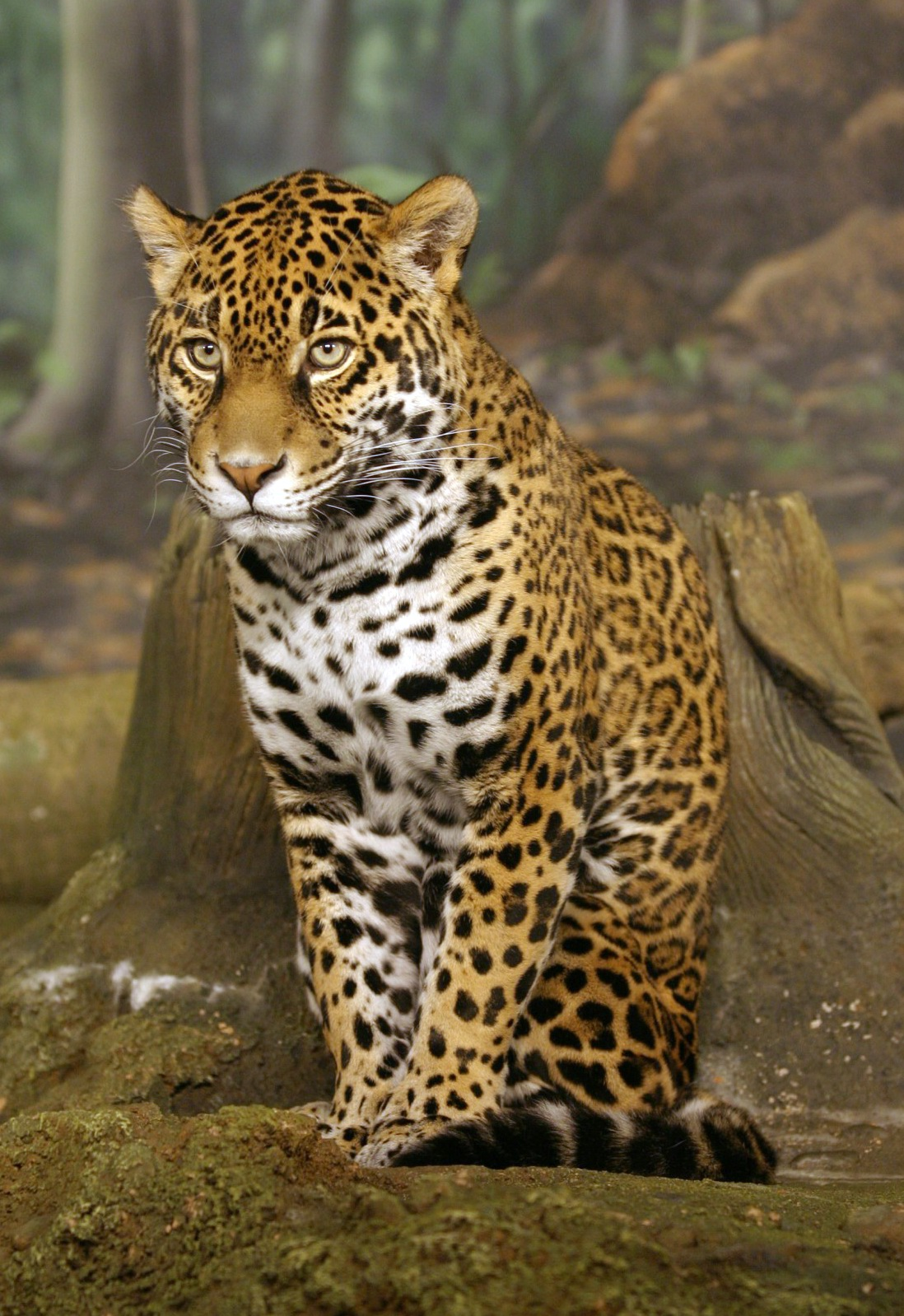
Jaguar, mascote do Limoeiro.

O Mascote do Limoeiro é o Jaguar, e o apelido dado pelos torcedores é Jaguar do Vale.

### Uniformes
As cores do uniforme do Limoeiro são o azul e o branco. O 1º uniforme é constituído por camisa listrada verticalmente em azul-celeste e branco, calção azul e meiões brancos.
O 2º uniforme é formado por uma camisa branca com finas faixas horizontais azuis, calção e meiões brancos.

### Torcidas Uniformizadas
- Torcida Jovem Limoeiro (TJL)

## Participações em Campeonatos Brasileiros - Série C
| Ano  | Posição |
| 2004 | 4º      |

Mesmo participando apenas uma vez, o Limoeiro conseguiu fazer história nesse ano, eliminando grandes clubes nordestinos no caminho. Um dos maiores orgulhos do povo limoeirense.

## Participações em Campeonatos Cearenses

### Campeonato Cearense - 1ª divisão
| Ano  | Posição         |
| 2002 | 6º              |
| 2003 | 4º              |
| 2004 | 3º              |
| 2005 | 7º              |
| 2006 | 10º (Rebaixado) |
| 2010 | 10º             |
| 2011 | 12º(Rebaixado)  |

### Campeonato Cearense - 2ª divisão
| Ano  | Posição                  |
| 2001 | 1º (Campeão e promovido) |
| 2007 | 7º                       |
| 2008 | 8º                       |
| 2009 | 1º (Campeão e promovido) |
| 2012 | 9º (Rebaixado)           |

### Campeonato Cearense - 3ª divisão
| Ano  | Posição            |
| 2015 | 4º (primeira fase) |

## Participações em Copas Fares Lopes
| Ano  | Posição |
| 2010 | 8º      |
| 2011 | 8º      |

## Títulos
| ESTADUAIS | ESTADUAIS                     | ESTADUAIS | ESTADUAIS   |
|           | Competição                    | Títulos   | Temporadas  |
| --------- | ----------------------------- | --------- | ----------- |
|           | Campeonato Cearense - Série B | 2         | 2001 e 2009 |